# Szymona
Szymona (hebr. שמעון Szim'eon – "Bóg wysłuchał") – imię żeńskie, żeński odpowiednik imienia Szymon, pochodzenia biblijnego. Innym, bardziej rozpowszechnionym w Polsce żeńskim odpowiednikiem imienia Szymon jest Ksymena, zapośredniczona przez język hiszpański. 
Szymona imieniny obchodzi 5 stycznia, 6 lutego, 16 lutego, 24 marca, 20 kwietnia, 16 maja, 1 lipca, 18 lipca, 3 września, 14 września i 28 października. 
W 1994 roku imię to nosiły 24 kobiety w Polsce.
Znane osoby o imieniu Szymona:
- Simone Simon – francuska aktorka (ur. 1910, zm. 2005)
- Simona Gioli – włoska siatkarka
- Simone Weil – filozof francuska i myślicielka chrześcijańska (ur. 1909, zm. 1943)
- Simone Signoret – francuska aktorka (ur. 1921, zm. 1985)
- Simona Kossak – biolog, leśnik, popularyzator nauki (ur. 1943, zm. 2007)

Znane postaci fikcyjne:
- Simone Müller - fikcyjna postać serialu M jak miłość, w której rolę wciela się Agnieszka Fitkau-Perepeczko (ur. 1942)